# VímVíc.cz
VímVíc.cz je český startup zabývající se především oblastí lidských zdrojů (HR) a vzděláváním, které poskytuje prostřednictvím online kurzů na svém portálu. V oblasti HR primárně pro zaměstnavatele pomáhá najít vhodné uchazeče. Uchazečům poskytuje představení zaměstnavatele, včetně recenzí bývalých i současných zaměstnanců firmy.
Tematický rozsah kurzů je široký – kurzy účetnictví, marketingu, cizích jazyků, kurzy jógy nebo zdravé výživy. Mezi konkurenty na tuzemském trhu patří například české vysoké školy. Elektronické kurzy už spustila také Vysoká škola ekonomie a managementu, českou mutaci nazvanou Khanova škola má rovněž globální projekt Khanacademy.org.

## Historie
Projekt vznikl v roce 2014. Původně působil pouze v oblasti online vzdělávání pomocí online kurzů. Začátku projektu předcházela kampaň na crowdfundingovém portále Startovač. Cílem kampaně bylo získat částku 250 tisíc korun. To se během 30 denní kampaně podařilo. Peníze se portál zavázal využít na vybavení nového natáčecího studia.
Od roku 2017 se portál převážně zaměřuje na hodnocení zaměstnavatelů a značku zaměstnavatele, pro které hledá vhodné uchazeče o práci. Společnost vlastní Michal Hardyn, Ivo Prax a investiční společnost KOOPEO Ventures SE.

## Činnost
Na svém webu společnost publikuje více než 4 500 profilů zaměstnavatelů, spolupráci uzavřela např. se společností IKEA, Kaufland nebo Raiffeisenbank, s pravidelnými nabídkami pracovních pozic. Na začátku roku 2018 měla společnost na portálu přes 80 000 nabídek práce.
VímVíc.cz nabízí přes 150 online kurzů řazených do kategorií: práce s PC, osobní rozvoj, podnikání a byznys, marketing, zdraví a krása, vývoj webových stránek, kariéra, design, fotografie a video, programování, cizí jazyky, finance a další. Poskytuje rovněž online webináře a živé přednášky. V prostorách společnosti probíhají také školení za osobní účasti lektorů. 
Portál VímVíc.cz provozuje magazín s aktuálními články zaměřenými především na oblasti vzdělávání a osobní rozvoj, finance a podnikání, kam spadá i sekce kariérních tipů, která obsahuje informace ohledně hledání nové práce.
V roce 2018 provedl portál průzkum mezi HR pracovníky firem Möbelix, Kaufland, Česká spořitelna nebo AAA AUTO. Z průzkumu vyplývá, že pro hledání nových pracovníků v konkurenčním prostředí firmy více využívají sociální sítě. Mezi důležité atributy v HR jsou považovány transparentnost a poctivé vystupování firem.